# Trem da Alegria
Trem da Alegria («Поезд счастья», «Поезд веселья») — бразильская детская группа 80-х — 90-х годов.
Была основана а 1984 году как дуэт Лусиано Нассина и Патрисии Маркс, потом была преобразована в квартет. В 1986 году выступила на самом первом «Шоу Шуши» и попрощалась с публикой на его последнем выпуске в 1992 году.
Продала около 6 миллионов дисков.

## Дискография
См. стр. «Discografia de Trem da Alegria» в португальском разделе.